# Reuselse Moeren
De Reuselse Moeren is een natuurgebied ten zuiden van het Nederlandse dorp Reusel, dat grenst aan België. Het gebied is 152 hectare groot en eigendom van Staatsbosbeheer.

## Ontstaan
De Reuselse Moeren is het overblijfsel van een grotendeels afgegraven hoogveengebied aan weerszijden van de huidige rijksgrens. Dit is ontstaan door de ligging op een vlakke waterscheiding, waar het water moeilijk kon afstromen. Er zijn nog sporen van de betrekkelijk kleinschalig verlopen vervening terug te vinden.
De Vaartloop, eens gegraven ter afwatering van het veen, is tegenwoordig voorzien van een aantal stuwen. Aldus wordt het water vastgehouden waardoor het grondwaterpeil niet te laag wordt.
Naast verdroogde veenresten bevindt zich hier vochtige heide, droog naaldbos en spontaan berkenbos. Opvallend zijn de omvangrijke gagelstruwelen in dit gebied. In het hoogveen bevindt zich kleine veenbes, lavendelhei, beenbreek, klokjesgentiaan en veenmossen, alsmede kleine zonnedauw.
De broedvogels omvatten blauwborst, sprinkhaanrietzanger, geoorde fuut, roodborsttapuit en grasmus. De gladde slang en de heikikker zijn er te vinden. Er bevinden zich onder meer de vlindersoorten gentiaanblauwtje, bont dikkopje, kommavlinder en groentje.

## Recreatie
In het gebied is een wandelroute aangelegd en men vindt er een vogelhut.
De Reuselse Moeren sluiten aan bij uitgestrekte bosgebieden op Belgisch gebied en maken deel uit van grenspark Taxandria.